# ناصر سنجاق
ناصر سنجاق (انگلیسی: Nacer Sandjak؛ زادهٔ ۲ ژوئیهٔ ۱۹۵۳) بازیکن سابق و مربی فوتبال اهل الجزایر-فرانسه است.
وی مربی تیم‌هایی همچون تیم ملی فوتبال الجزایر و باشگاه فوتبال القبائل بوده است.